# Eric Villalón
Eric Villalón Fuentes (Barcellona, 30 aprile 1973) è un ex sciatore alpino spagnolo ipovedente, vincitore di numerose medaglie paralimpiche e mondiali e di una Coppa del Mondo generale.
Ai IX Giochi paralimpici invernali di Torino 2006 suo atleta guida era Hodei Yurrita.

## Biografia
Eric Villalon Fuentes oltre ad essere una persona ipovedente, perse in un incidente stradale la gamba destra, l'incidente avvenne poche settimane prima degli olimpiadi paralimpici invernali del 2002. Questo accaduto non fu un abbattimento per egli, infatti come affermò in un'intervista, tornerà più forte di prima.

Questa sua convinzione e questa sua determinazione lo porterà a vincere i Giochi paralimpici di Torino 2006.

## Palmarès

### Paralimpiadi
- 9 medaglie[1]:
  - 5 ori (supergigante, slalom gigante e slalom speciale disabili visivi a Nagano 1998; slalom gigante e slalom speciale disabili visivi a Salt Lake City 2002)
  - 3 argenti (discesa libera, supergigante disabili visivi a Salt Lake City 2002; slalom speciale disabili visivi a Torino 2006)
  - 1 bronzo (slalom gigante disabili visivi a Torino 2006)

### Mondiali
- 6 medaglie[1]:
  - 5 ori
  - 1 bronzo

### Coppa del Mondo
- Vincitore della Coppa del Mondo nel 2004[senza fonte]
- Vincitore della Coppa del Mondo di slalom gigante nel 2004[senza fonte]

## Riconoscimenti
In occasione dei XI Giochi paralimpici invernali di Soči 2014 il Comitato Paralimpico Internazionale ha inserito Villalón  nella Hall of fame paralimpica.